# Blick (газета)
«Blick» — швейцарская немецкоязычная ежедневная газета.

## История и деятельность
Газета была основана в 1959 году компанией Ringier по инициативе издателя Гельмута Киндлера как первый швейцарский таблоид тиражом порядка 50 000 экземпляров. Первый номер таблоида вышел 14 октября 1959 года тиражом 48 000 экземпляров. Новая газета сразу столкнулась с большой критикой со стороны политиков и официальной прессы за то, что сосредоточилась на событиях в преступности и сексе. Однако, несмотря на критику и протесты, газета стала пользоваться в Швейцарии популярностью, а Федеральный совет объявил, что у него нет оснований для запрета такого вида журналистики. К середине 1960-х годов газета Blick стала ежедневной газетой Швейцарии с самым большим тиражом в 200 000 экземпляров.
В 1980-х годах Blick позиционировала себя как правое популистское СМИ под руководством главного редактора Петера Юберсакса. Большие успехи тиража в 1980-х годах были в основном на розыгрыше лотерей Бинго, которые Blick представил в ноябре 1982 года: в определённые моменты это привело к увеличению продаж с 60 000 до 70 000 экземпляров. Пик тиража газеты состоялся в 1986 году, достигнув порядка 380 000 экземпляров.
С 1990-х годов издание столкнулось с сокращением числа читателей, что привело к смене пяти главных редакторов в течение тринадцати лет и повлекло за собой смену журналистской стратегии. Теперь, помимо прочего, в газете появились репортажи на темы из сферы культуры, было представлено мнение левых политиков и возвращение к первоначальному формату таблоида с упором на скандалы, преступления и судьбы знаменитостей.
В 2001 году ежедневный тираж Blick составлял 309 000 экземпляров, а читательская аудитория — 739 000 человек. В 2010 году тираж газеты составил 214 880 экземпляров, что делало её третьей по популярности газетой в стране.

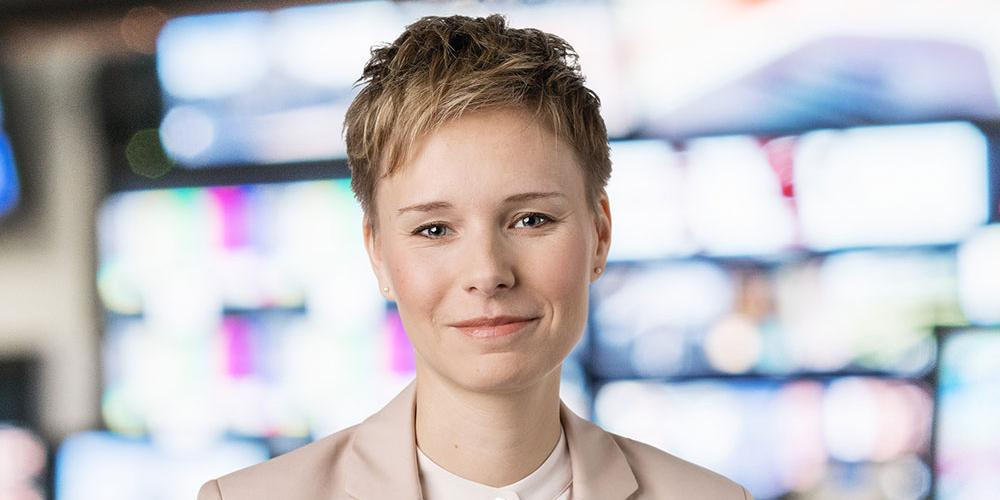
Ладина Хаймгартнер

В 2020 году Ладина Хаймгартнер была назначена генеральным директором Blick Group; с 2017 года главным редактором Blick Group является Кристиан Дорер.